# Schmelz
Schmelz és un municipi del districte de Saarlouis a l'estat federat alemany de Saarland. Està situat tocant el riu Saar, aproximadament a 15 km al nord-est de Saarlouis i a 30 km al nord-oest de Saarbrücken.

## Nuclis
- Schmelz (Außen i Bettingen)
- Hüttersdorf,
- Limbach,
- Michelbach,
- Primsweiler
- Dorf im Bohnental

## Persones notables
- Herman Rarebell (1949), bateria